# Маслиновац (Дуги оток)
Маслиновац је мало ненасељено острво у хрватском делу Јадранског мора. Налази се источно од Дугог отока, између већег острва Рава и мањег Лушког отока који затвара увалу Лука.
Најближе насеље је Лука на Дугом отоку. Његова површина износи 0,021 km². Дужина обалске линије износи 0,568 km. Највиши врх на острву је висок 24 метра.
На Маслиновцу, се налази светионик који према поморским картама емитује светлосни сигнал:B Bl 3s, који је видљив са 4 mi (6,4 km).

## Галерија
Фотографије чије координате одговарају Маслиновцу:
- Споменик НОБ
- Моло